# Нанос
Нанос (словен. Nanos) је планина Динарског планинског ланца која се пружа на његовом северозападу. Планина се налази у западној Словенији. Градови у подножју планине су: Випава и Постојна.
Највиши врх планине је Сухи Врх на 1.313 м надморске висине.
Као и већина планина Динарида и Нанос се пружа правцем југоисток - северозапад и има изражене карстне одлике рељефа (увале, вртаче, јаме).
Планина је шумовита и покривена махом буквом и јелом.